# Black and Tan
Pour les articles homonymes, voir Black and Tan (homonymie).

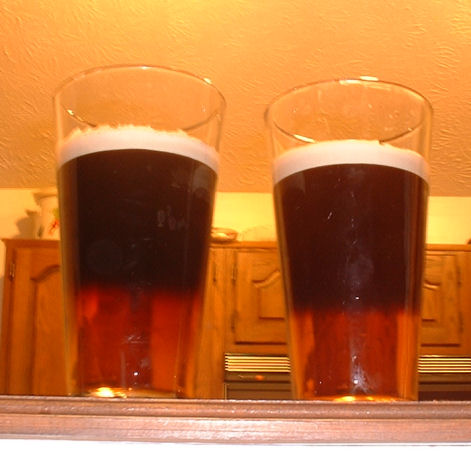

Le Black and Tan (littéralement : « noir et brun clair ») est un cocktail à base de bières fait de moitié de bière ambrée ou pale ale et moitié de bière noire de style stout ou porter. 
Le duo de marques le plus usité est la Bass Pale Ale avec la Guinness Stout, mais il existe bien des variantes portant d'ailleurs bien des noms selon les pays ou les mélanges.
Cocktail très prisé aux États-Unis, il rappelle cependant de mauvais souvenirs aux Irlandais qui ont subi les pressions anglaises dans l'histoire de leur pays (dont les « Black and Tans »).